# جوزيف بيكان
جوزيف «بيبي» بيكان (بالألمانية: Josef "Pepi" Bican؛ 25 سبتمبر 1913 – 12 ديسمبر 2001) كان لاعب كرة قدم نمساوي–تشيكي محترف لعب كمهاجم. هو ثاني أكثر لاعب تسجيلًا للأهداف في المباريات الرسمية في التاريخ المسجل وفقًا مؤسسة إحصاءات وثيقة لرياضة كرة القدم (RSSSF)، حيث سجل أكثر من 948 هدفًا في 621 مباراة. وتُقر الفيفا بأن لديه إجمالي أهداف أقل من 805 أهداف.
وفقًا لمؤسسة إحصاءات وثيقة لرياضة كرة القدم، سجل بيكان أكثر من 1812 هدفًا في أكثر من 1089 مباراة، مما جعله ثاني أكبر هداف في التاريخ، خلف لايوس تيتشي الذي سجل 1912 هدفًا على الأقل في إجمالي 1301 مباراة.
بدأ بيكان مسيرته المهنية في رابيد فيينا عام 1931. بعد أربع سنوات في رابيد، انتقل إلى المنافسين المحليين أدميرا فيينا. فاز بيكان بأربعة ألقاب للدوري خلال فترة وجوده في النمسا، ثم انتقل إلى سلافيا براغ في عام 1937، حيث بقي حتى عام 1948، وأصبح هداف النادي التاريخي. لعب لاحقًا مع فيتكوفيتسي وهراتس كرالوفه ودينامو براغ، واعتزل في عام 1955 كأفضل هداف على الإطلاق في الدوري التشيكوسلوفاكي [الإنجليزية] الأول برصيد 447 هدفًا.
كان بيكان عضوًا في فريق فريق العجائب [الإنجليزية] النمساوي في ثلاثينيات القرن الماضي ومثل المنتخب في كأس العالم 1934، حيث وصلوا إلى الدور نصف النهائي. قام لاحقًا بتحويل منتخبه إلى تشيكوسلوفاكيا، لكن خطأ كتابيًا يتعلق بنقله للمنتخب الوطني منعه من اللعب في كأس العالم 1938. كان بيكان لاعبًا طويل القامة وقويًا، ولديه القدرة الفنية على اللعب بكلتا قدميه، ولديه سرعة كبيرة. خلال شهرته الرياضية، ورد أنه كان قادرًا على الركض لمسافة 100 متر في 10.8 ثانية، وهو ما لم يكن بعيدًا عن العدائين البارزين في عصره.
بعد اعتزاله من اللعب، أصبح بيكان مدربًا ودرب فرقًا مختلفة من الخمسينيات حتى السبعينيات. في عام 1998، حصل بيكان على «وسام الشرف» من قبل الاتحاد الدولي لتاريخ وإحصاءات كرة القدم (IFFHS) لكونه من بين أنجح هدافي دوري الدرجة الأولى في العالم على الإطلاق. في عام 2000، منح الاتحاد الدولي لكرة القدم بيكان جائزة «الكرة الذهبية» تقديراً لمكانته كأفضل هداف في القرن العشرين. استندت الجائزة إلى عدد المرات التي كان فيها اللاعب هدافًا في الدوري المحلي، وهو إنجاز حققه بيكان 12 مرة.

## النشأة
ولدت بيكان في فيينا لوالده فرانتيشيك ولودميلا بيكان. كان الثاني من بين ثلاثة أطفال. كان فرانتيشيك من سيدليس في جنوب بوهيميا، وكانت لودميلا من فيينا التشيكية. كان والده فرانتيشيك لاعب كرة قدم لعب مع هرتا فيينا. حارب في الحرب العالمية الأولى وعاد سالما. ومع ذلك، توفي فرانتيشك عن عمر يناهز 30 عامًا فقط خلال عام 1921 لأنه رفض إجراء عملية جراحية لعلاج إصابة في الكلى أصيب بها في إحدى مباريات كرة القدم. كانت والدته تعمل في مطبخ لمطعم.
كان فقر الأسرة يعني أن بيكان عليه في البداية أن يلعب كرة القدم بدون حذاء، مما ساعده على تحسين مهاراته في التحكم في الكرة. التحق بيكان بمدرسة جان آموس كومينيوس، وهي مدرسة تشيكية في فيينا. في عام 1925، بعد أربع سنوات من وفاة والده، بدأ بيكان البالغ من العمر اثني عشر عامًا اللعب مع هيرتا فيينا للناشئين، فريق هيرتا فيينا الثاني. عندما كان في الثامنة عشر من عمره، اكتشف رابيد فيينا بيكان، الذي كان نادًا كبيرًا في المدينة في ذلك الوقت.

## مسيرته الكروية
في عام 1931، عندما انضم بيكان لأول مرة إلى رابيد، حصل على 150 شلنًا، ولكن بحلول سن العشرين، أراد رابيد الاحتفاظ به كثيرًا لدرجة أنهم دفعوا له 600 شلن. في مباراته الأولى ضد النمسا فيينا، النادي الذي لعب فيه ماتياس زينديلار، سجل بيكان أربعة أهداف في الفوز 5–3. فاز بيكان باللقب النمساوي مع رابيد في 1934–35 وجائزة أفضل هداف لأول مرة، ولكن بحلول نهاية الموسم، تم إيقافه بعد رفضه توقيع عقد جديد وقرر بيكان الإضراب. من خلال أحد أعمامه، تم إبرام صفقة مع أدميرا، الذي كان في ذلك الوقت أنجح فريق في تاريخ النمسا. ومع ذلك، رفض رابيد التخلي عن تسجيله، وظل بيكان تسعة أشهر بدون لعب. عندما سُمح له بالمغادرة، فاز بيكان بالبطولات في كلا الموسمين مع نادي فيينا، لكن قلبه كان مع وطن عائلته.
خلال عام 1937، غادر بيكان فيينا لينضم إلى نادي سلافيا براغ التشيكي. كان بيكان أفضل هداف في موسمه الأول، لكن سلافيا أنهى في المركز الثاني. في الموسم التالي، في مارس 1939، غزت ألمانيا تشيكوسلوفاكيا وانقسمت كرة القدم على نفس المنوال، حيث حملت الأندية البوهيمية والمورافيا نتائجها من الدوري التشيكوسلوفاكي إلى دوري تشيسكو مورافسكا الجديد. وكان بيكان مرة أخرى هداف الدوري لكن سبارتا براغ المنافس الأكبر فاز بالبطولة مرة أخرى. وجاءت السنة الثالثة (1941) الأولى من البطولات الأربع مع ثالث ألقاب متواصلة من 10 أهداف. لعب مع سلافيا طوال الحرب العالمية الثانية، بينما كان العديد من منافسيه في كرة القدم في حالة حرب. خلال ثمانية مواسم في الدوري، سجل 328 هدفًا، بما في ذلك 57 هدفًا في 26 مباراة في موسم واحد (1943–44). سجل بيكان سبعة أهداف في مباراة واحدة ثلاث مرات في مسيرته. في مباراة بموسم 1939–40 بالدوري ضد زلين، وسجل بيكان سبع أهداف مرات في فوز سلافيا 10–1. خلال موسم 1940–41، كرر بيكان إنجازه في الموسم السابق، مرة أخرى ضد زلين، وسجل سبع أهداف، حيث فاز سلافيا بنتيجة 12–1. كان ذلك في 1947–48 قبل أن يسجل بيكان سباعية مرة أخرى، حيث هزم سلافيا تشيسكي بوديوفيتش في مباراة انتهت بنتيجة 15–1.
كان في الدوريات التي لعبها، وكان أفضل هدافًا 12 مرة خلال مسيرته الاحترافية التي استمرت 25 عامًا، كما كان أفضل هداف في أوروبا والعالم في خمسة مواسم متتالية، من 1939–40 إلى 1943–44، وهو رقم قياسي لا يزال قائمًا.
بعد الحرب، كانت العديد من الأندية الأوروبية الكبرى مهتمة بالتعاقد مع بيكان. كان يوفنتوس تورينو حريصًا جدًا وقدم شروطًا رائعة لبيكان. تم إخطاره بأن هناك فرصة كبيرة لتولي الشيوعيين زمام الأمور في إيطاليا، لكن ما حدث في الواقع كان عكس ذلك. عندما وصل الشيوعيون إلى السلطة في تشيكوسلوفاكيا عام 1948، رفض بيكان الانضمام إلى الحزب الشيوعي، تمامًا كما كان قبل الحرب رفض الانضمام إلى الحزب النازي في النمسا. لقد جعلته صورة جوزيف بيكان أحد أكبر الأسماء في مجتمع البلاد. لكن أيامه السعيدة سرعان ما انتهت. أرادت الحكومة الشيوعية استخدام بيكان كسلاح دعائي. عندما رفض أن يكون دمية، قالت السلطات التشيكوسلوفاكية إن بيكان كان برجوازيًا فيينيًا، متجاهلة دعوته بأن أصوله كانت متواضعة.
حاول بيكان تحسين موقفه مع الشيوعيين من خلال الانضمام إلى أعمال الصُّلب. خلال عام 1952، انضم إلى هراتس كرالوفه، حيث تمكن من تسجيل 53 هدفًا في 26 مباراة. في 1 مايو 1953، أجبره الحزب الشيوعي على مغادرة المدينة وبالتالي النادي. بعد إجباره على المغادرة، عاد إلى سلافيا براغ، أو كما كان يُعرف آنذاك، دينامو براغ. اعتزل أخيرًا اللعب، وهو لا يزال في سلافيا، عن عمر يناهز 42 عامًا خلال عام 1955. كان أكبر لاعب في الدوري في ذلك الوقت.

## مسيرته الدولية
في 29 نوفمبر 1933، بعمر 20 عامًا و64 يومًا، شارك بيكان لأول مرة مع النمسا في التعادل 2–2 ضد اسكتلندا. لعب لاحقًا معهم في كأس العالم 1934، عندما وصل فريق العجائب [الإنجليزية] النمساوي إلى الدور نصف النهائي. جاء هدفه الوحيد في البطولة في الوقت الإضافي في فوز النمسا 3–2 على فرنسا.
في الوقت الذي كان يلعب فيه بيكان مع سلافيا براغ، تقدم بطلب للحصول على الجنسية التشيكوسلوفاكية. ومع ذلك، عندما أصبح في النهاية مواطنًا تشيكوسلوفاكيًا، اكتشف أن الخطأ الكتابي يعني أنه لا يمكنه اللعب في كأس العالم 1938. وفي المجموع، سجل 29 هدفًا في 34 مباراة دولية لثلاثة منتخبات (النمسا وتشيكوسلوفاكيا وبوهيميا ومورافيا). كانت آخر مشاركة له مع منتخب تشيكوسلوفاكيا في الهزيمة 3–1 أمام بلغاريا في 4 سبتمبر 1949.
ومع ذلك، فإن نجاحه كان له عيب. شعر أعضاء آخرون في الفريق بالغيرة من نجاح بيكان الوسيم والطويل، وكان يطلق عليه أحيانًا أسماء مسيئة، مثل «النمساوي اللقيط».
بالإضافة إلى تمثيل النمسا وتشيكوسلوفاكيا ومنطقة بوهيميا ومورافيا، لعب بيكان أيضًا عددًا من المباريات لفرق تتكون من أفضل اللاعبين من دوري أو بلدة بين عامي 1939 و1949. لعب 6 مباريات سجل فيها 9 أهداف، ولعب فريق دوري سيسكو في 1940–1944، ولعب 8 مباريات سجل فيها 11 هدفًا، ولعب مع براغ من 1938 إلى 1948 6 مباريات سجل فيها هدفًا واحدًا، ولعب أوسترافا في عام 1949 مباراة واحدة وسجل هدفًا واحدًا بلغ إجمالي عدد أهداف بيكان الرسمية خارج أندية كرة القدم 48 هدفًا في 54 مباراة.

## وصلات خارجية
- جوزيف بيكان على موقع الاتحاد الدولي (مؤرشف)  (الإنجليزية)
- جوزيف بيكان على موقع الاتحاد التشيكي (الإنجليزية)
- جوزيف بيكان على موقع قاعدة بيانات كرة القدم.إي يو (الإنجليزية)
- جوزيف بيكان على موقع ليكيب (الفرنسية)
- جوزيف بيكان على موقع ناشيونال فوتبول تيمز (الإنجليزية)
- جوزيف بيكان على موقع عالم كرة القدم.نت (الإنجليزية)
- جوزيف بيكان على موقع كووورة